# Lista de contos de Agatha Christie
Lista de contos de Agatha Christie contém todos os contos publicados por Agatha Christie no Brasil e em Portugal.
Um total de 153 contos foram escritos e publicados em 18 coletâneas no Brasil e em 17 coletâneas em Portugal.   Todos os contos foram publicados no Brasil. Todos os contos também foram publicados em Portugal, sendo que alguns foram publicados com títulos diferentes dos publicados no Brasil.
Quatro contos, " Os Planos do Submarino ", "Aventura Natalina", "O Mistério do Baú de Bagdá/O Mistério da Arca de Bagdá" e "O Segundo Gongo", foram expandidos em histórias mais longas de Christie (respectivamente, "O Roubo Inacreditável", "A Aventura do Pudim de Natal" , "O Mistério da Arca Espanhola/O Mistério do Baú Espanhol" e "O Espelho do Homem Morto" ). Todas as quatro versões originais foram publicadas no Brasil e em Portugal.

## Coletâneas Brasileiras
Esta é a lista dos 153 contos organizados pelas 18 coletâneas do Brasil em ordem cronológica do lançamento da coletânea equivalente no Reino Unido.
| Coletânea Brasil                                             | Título do Conto no Brasil                                                                          | Título Original (Reino Unido)                           | Coletânea Reino Unido                               |
| ------------------------------------------------------------ | -------------------------------------------------------------------------------------------------- | ------------------------------------------------------- | --------------------------------------------------- |
| Poirot Investiga (14)                                        | "A Aventura do Estrela do Ocidente"                                                                | "The Adventure of 'The Western Star'"                   | Poirot Investigates (11)                            |
| Poirot Investiga (14)                                        | "A Tragédia de Marsdon Manor"                                                                      | "The Tragedy at Marsdon Manor"                          | Poirot Investigates (11)                            |
| Poirot Investiga (14)                                        | "A Aventura do Apartamento Barato"                                                                 | "The Adventure of the Cheap Flat"                       | Poirot Investigates (11)                            |
| Poirot Investiga (14)                                        | "O Mistério de Hunter's Lodge"                                                                     | "The Mystery of Hunter's Lodge"                         | Poirot Investigates (11)                            |
| Poirot Investiga (14)                                        | "O Roubo de Um Milhão de Dólares em Títulos do Tesouro"                                            | "The Million Dollar Bond Robbery"                       | Poirot Investigates (11)                            |
| Poirot Investiga (14)                                        | "A Aventura da Tumba Egípcia"                                                                      | "The Adventure of the Egyptian Tomb"                    | Poirot Investigates (11)                            |
| Poirot Investiga (14)                                        | "O Roubo das Joias no Grand Metropolitan"                                                          | "The Jewel Robbery at the Grand Metropolitan"           | Poirot Investigates (11)                            |
| Poirot Investiga (14)                                        | "O Primeiro-Ministro Sequestrado"                                                                  | "The Kidnapped Prime Minister"                          | Poirot Investigates (11)                            |
| Poirot Investiga (14)                                        | "O Desaparecimento do Sr. Davenheim"                                                               | "The Disappearance of Mr. Davenheim"                    | Poirot Investigates (11)                            |
| Poirot Investiga (14)                                        | "A Aventura do Nobre Italiano"                                                                     | "The Adventure of the Italian Nobleman"                 | Poirot Investigates (11)                            |
| Poirot Investiga (14)                                        | "O Caso do Testamento Desaparecido" ou "Onde Há um Testamento"                                     | "The Case of the Missing Will"                          | Poirot Investigates (11)                            |
| Poirot Investiga (14)                                        | "A Dama de Véu" ou "A Dama em Apuros"                                                              | "The Veiled Lady"                                       | Poirot's Early Cases (18)                           |
| Poirot Investiga (14)                                        | "A Mina Perdida"                                                                                   | "The Lost Mine"                                         | Poirot's Early Cases (18)                           |
| Poirot Investiga (14)                                        | "A Caixa de Bombons" ou "A Caixa de Chocolates"                                                    | "The Chocolate Box"                                     | Poirot's Early Cases (18)                           |
| Sócios no Crime (15)                                         | "Uma Fada no Apartamento"                                                                          | "A Fairy in the Flat"                                   | Partners in Crime (15)                              |
| Sócios no Crime (15)                                         | "Um Bule de Chá"                                                                                   | "A Pot of Tea"                                          | Partners in Crime (15)                              |
| Sócios no Crime (15)                                         | "O Caso da Pérola Rosa"                                                                            | "The Affair of the Pink Pearl"                          | Partners in Crime (15)                              |
| Sócios no Crime (15)                                         | "A Aventura do Desconhecido Sinistro"                                                              | "The Adventure of the Sinister Stranger"                | Partners in Crime (15)                              |
| Sócios no Crime (15)                                         | "Fazendo uma Finesse de Rei" e "O Cavalheiro Vestido de Jornal"                                    | "Finessing the King/The Gentleman Dressed in Newspaper" | Partners in Crime (15)                              |
| Sócios no Crime (15)                                         | "O Caso da Dama Desaparecida"                                                                      | "The Case of the Missing Lady"                          | Partners in Crime (15)                              |
| Sócios no Crime (15)                                         | "Cabra-cega"                                                                                       | "Blindman’s Buff"                                       | Partners in Crime (15)                              |
| Sócios no Crime (15)                                         | "O Homem Coberto de Névoa"                                                                         | "The Man in the Mist"                                   | Partners in Crime (15)                              |
| Sócios no Crime (15)                                         | "O Estalador"                                                                                      | "The Crackler"                                          | Partners in Crime (15)                              |
| Sócios no Crime (15)                                         | "O Mistério de Sunningdale"                                                                        | "The Sunningdale Mystery"                               | Partners in Crime (15)                              |
| Sócios no Crime (15)                                         | "A Casa da Morte à Espreita"                                                                       | "The House of Lurking Death"                            | Partners in Crime (15)                              |
| Sócios no Crime (15)                                         | "O Álibi Perfeito"                                                                                 | "The Unbreakable Alibi"                                 | Partners in Crime (15)                              |
| Sócios no Crime (15)                                         | "A Filha do Clérigo" e "A Casa Vermelha"                                                           | "The Clergyman’s Daughter/The Red House"                | Partners in Crime (15)                              |
| Sócios no Crime (15)                                         | "As Botas do Embaixador"                                                                           | "The Ambassador’s Boots"                                | Partners in Crime (15)                              |
| Sócios no Crime (15)                                         | "O Homem que Era o Número 16"                                                                      | "The Man Who Was No. 16"                                | Partners in Crime (15)                              |
| O Misterioso Sr. Quin (12)                                   | "A Chegada do Sr. Quin"                                                                            | "The Coming of Mr. Quin"                                | The Mysterious Mr Quin (12)                         |
| O Misterioso Sr. Quin (12)                                   | "A Sombra na Vidraça"                                                                              | "The Shadow on the Glass"                               | The Mysterious Mr Quin (12)                         |
| O Misterioso Sr. Quin (12)                                   | "Na Estalagem Bells e Motley'"                                                                     | "At the 'Bells and Motley'"                             | The Mysterious Mr Quin (12)                         |
| O Misterioso Sr. Quin (12)                                   | "O Sinal no Céu"                                                                                   | "The Sign in the Sky"                                   | The Mysterious Mr Quin (12)                         |
| O Misterioso Sr. Quin (12)                                   | "A Paixão do Crupiê"                                                                               | "The Soul of the Croupier"                              | The Mysterious Mr Quin (12)                         |
| O Misterioso Sr. Quin (12)                                   | "O Homem que Veio do Mar"                                                                          | "The Man from the Sea"                                  | The Mysterious Mr Quin (12)                         |
| O Misterioso Sr. Quin (12)                                   | "A Voz no Escuro"                                                                                  | "The Voice in the Dark"                                 | The Mysterious Mr Quin (12)                         |
| O Misterioso Sr. Quin (12)                                   | "O Rosto de Helen"                                                                                 | "The Face of Helen"                                     | The Mysterious Mr Quin (12)                         |
| O Misterioso Sr. Quin (12)                                   | "O Arlequim Morto"                                                                                 | "The Dead Harlequin"                                    | The Mysterious Mr Quin (12)                         |
| O Misterioso Sr. Quin (12)                                   | "O Pássaro de Asa Quebrada"                                                                        | "The Bird with the Broken Wing"                         | The Mysterious Mr Quin (12)                         |
| O Misterioso Sr. Quin (12)                                   | "O Fim do Mundo"                                                                                   | "The World’s End"                                       | The Mysterious Mr Quin (12)                         |
| O Misterioso Sr. Quin (12)                                   | "Alameda do Arlequim"                                                                              | "Harlequin’s Lane"                                      | The Mysterious Mr Quin (12)                         |
| Os Treze Problemas (13)                                      | "O Clube das Terças-Feiras"                                                                        | "The Tuesday Night Club"                                | The Thirteen Problems (13)                          |
| Os Treze Problemas (13)                                      | "A Casa do Ídolo de Astarte"                                                                       | "The Idol House of Astarte"                             | The Thirteen Problems (13)                          |
| Os Treze Problemas (13)                                      | "Os Lingotes de Ouro"                                                                              | "Ingots of Gold"                                        | The Thirteen Problems (13)                          |
| Os Treze Problemas (13)                                      | "A Calçada Manchada de Sangue"                                                                     | "The Blood-Stained Pavement"                            | The Thirteen Problems (13)                          |
| Os Treze Problemas (13)                                      | "Motivo x Oportunidade"                                                                            | "Motive v. Opportunity"                                 | The Thirteen Problems (13)                          |
| Os Treze Problemas (13)                                      | "A Marca do Polegar de São Pedro"                                                                  | "The Thumb Mark of St. Peter"                           | The Thirteen Problems (13)                          |
| Os Treze Problemas (13)                                      | "O Gerânio Azul"                                                                                   | "The Blue Geranium"                                     | The Thirteen Problems (13)                          |
| Os Treze Problemas (13)                                      | "A Dama de Companhia"                                                                              | "The Companion"                                         | The Thirteen Problems (13)                          |
| Os Treze Problemas (13)                                      | "Os Quatro Suspeitos"                                                                              | "The Four Suspects"                                     | The Thirteen Problems (13)                          |
| Os Treze Problemas (13)                                      | "Uma Tragédia de Natal"                                                                            | "A Christmas Tragedy"                                   | The Thirteen Problems (13)                          |
| Os Treze Problemas (13)                                      | "A Erva da Morte"                                                                                  | "The Herb of Death"                                     | The Thirteen Problems (13)                          |
| Os Treze Problemas (13)                                      | "O Caso do Bangalô"                                                                                | "The Affair at the Bungalow"                            | The Thirteen Problems (13)                          |
| Os Treze Problemas (13)                                      | "Morte por Afogamento"                                                                             | "Death by Drowning"                                     | The Thirteen Problems (13)                          |
| O Cão da Morte (12)                                          | "O Cão da Morte"                                                                                   | "The Hound of Death"                                    | The Hound of Death (12)                             |
| O Cão da Morte (12)                                          | "O Sinal Vermelho"                                                                                 | "The Red Signal"                                        | The Hound of Death (12)                             |
| O Cão da Morte (12)                                          | "O Quarto Homem"                                                                                   | "The Fourth Man"                                        | The Hound of Death (12)                             |
| O Cão da Morte (12)                                          | "A Cigana"                                                                                         | "The Gypsy"                                             | The Hound of Death (12)                             |
| O Cão da Morte (12)                                          | "A Lâmpada" ou "O Lampião"                                                                         | "The Lamp"                                              | The Hound of Death (12)                             |
| O Cão da Morte (12)                                          | "O Receptor de Rádio" ou "O Rádio"                                                                 | "Wireless"                                              | The Hound of Death (12)                             |
| O Cão da Morte (12)                                          | "Testemunha da Acusação"                                                                           | "The Witness for the Prosecution"                       | The Hound of Death (12)                             |
| O Cão da Morte (12)                                          | "O Mistério da Jarra Azul" ou "O Mistério do Vaso Azul"                                            | "The Mystery of the Blue Jar"                           | The Hound of Death (12)                             |
| O Cão da Morte (12)                                          | "O Estranho Caso de Sir Arthur Carmichael"                                                         | "The Strange Case of Sir Arthur Carmichael"             | The Hound of Death (12)                             |
| O Cão da Morte (12)                                          | "O Chamado das Asas"                                                                               | "The Call of Wings"                                     | The Hound of Death (12)                             |
| O Cão da Morte (12)                                          | "A Última Sessão"                                                                                  | "The Last Seance"                                       | The Hound of Death (12)                             |
| O Cão da Morte (12)                                          | "S.O.S"                                                                                            | "S.O.S."                                                | The Hound of Death (12)                             |
| O Detetive Parker Pyne (12)                                  | "O Caso da Esposa de Meia-Idade"                                                                   | "The Case of the Middle-aged Wife"                      | Parker Pyne Investigates (12)                       |
| O Detetive Parker Pyne (12)                                  | "O Caso do Soldado Insatisfeito"                                                                   | "The Case of the Discontented Soldier"                  | Parker Pyne Investigates (12)                       |
| O Detetive Parker Pyne (12)                                  | "O Caso da Senhora Angustiada"                                                                     | "The Case of the Distressed Lady"                       | Parker Pyne Investigates (12)                       |
| O Detetive Parker Pyne (12)                                  | "O Caso do Marido Desgostoso"                                                                      | "The Case of the Discontented Husband"                  | Parker Pyne Investigates (12)                       |
| O Detetive Parker Pyne (12)                                  | "O Caso do Empregado de Escritório"                                                                | "The Case of the City Clerk"                            | Parker Pyne Investigates (12)                       |
| O Detetive Parker Pyne (12)                                  | "O Caso da Milionária"                                                                             | "The Case of the Rich Woman"                            | Parker Pyne Investigates (12)                       |
| O Detetive Parker Pyne (12)                                  | "Você Tem Tudo o que Quer?"                                                                        | "Have You Got Everything You Want?"                     | Parker Pyne Investigates (12)                       |
| O Detetive Parker Pyne (12)                                  | "O Portão de Bagdá"                                                                                | "The Gate of Baghdad"                                   | Parker Pyne Investigates (12)                       |
| O Detetive Parker Pyne (12)                                  | "A Casa de Shiraz"                                                                                 | "The House at Shiraz"                                   | Parker Pyne Investigates (12)                       |
| O Detetive Parker Pyne (12)                                  | "Uma Pérola Valiosa"                                                                               | "The Pearl of Price"                                    | Parker Pyne Investigates (12)                       |
| O Detetive Parker Pyne (12)                                  | "Morte no Nilo"                                                                                    | "Death on the Nile"                                     | Parker Pyne Investigates (12)                       |
| O Detetive Parker Pyne (12)                                  | "O Oráculo de Delfos"                                                                              | "The Oracle at Delphi"                                  | Parker Pyne Investigates (12)                       |
| Assassinato no Beco (4)                                      | "Assassinato no Beco"                                                                              | "Murder in the Mews"                                    | Murder in the Mews (4)                              |
| Assassinato no Beco (4)                                      | "O Roubo Inacreditável"                                                                            | "The Incredible Theft"                                  | Murder in the Mews (4)                              |
| Assassinato no Beco (4)                                      | "O Espelho do Morto"                                                                               | "Dead Man’s Mirror"                                     | Murder in the Mews (4)                              |
| Assassinato no Beco (4)                                      | "Triângulo de Rhodes"                                                                              | "Triangle at Rhodes"                                    | Murder in the Mews (4)                              |
| Um Acidente e Outras Histórias (9)                           | "O Chalé do Rouxinol"                                                                              | "Philomel Cottage"                                      | The Listerdale Mystery (12)                         |
| Um Acidente e Outras Histórias (9)                           | "Uma Canção de Meio Xelim"                                                                         | "Sing a Song of Sixpence"                               | The Listerdale Mystery (12)                         |
| Um Acidente e Outras Histórias (9)                           | "Um Acidente"                                                                                      | "Accident"                                              | The Listerdale Mystery (12)                         |
| Um Acidente e Outras Histórias (9)                           | "A Aventura de Anthony Eastwood"                                                                   | "Mr. Eastwood’s Adventure"                              | The Listerdale Mystery (12)                         |
| Um Acidente e Outras Histórias (9)                           | "O Mistério da Regata"                                                                             | "The Regatta Mystery"                                   | Problem at Pollensa Bay and Other Stories (8)       |
| Um Acidente e Outras Histórias (9)                           | "Problema na Baía de Polensa"                                                                      | "Problem at Pollensa Bay"                               | Problem at Pollensa Bay and Other Stories (8)       |
| Um Acidente e Outras Histórias (9)                           | "Os Íris Amarelos"                                                                                 | "Yellow Iris"                                           | Problem at Pollensa Bay and Other Stories (8)       |
| Um Acidente e Outras Histórias (9)                           | "Miss Marple Conta uma História"                                                                   | "Miss Marple Tells a Story"                             | Miss Marple's Final Cases and Two Other Stories (8) |
| Um Acidente e Outras Histórias (9)                           | "Através de um Espelho Sombrio" ou "No Fundo do Espelho"                                           | "In a Glass Darkly"                                     | Miss Marple's Final Cases and Two Other Stories (8) |
| Os Trabalhos de Hércules (12)                                | "O Leão da Nemeia"                                                                                 | "The Nemean Lion"                                       | The Labours of Hercules (12)                        |
| Os Trabalhos de Hércules (12)                                | "A Hidra de Lerna"                                                                                 | "The Lernean Hydra"                                     | The Labours of Hercules (12)                        |
| Os Trabalhos de Hércules (12)                                | "A Corça da Arcádia"                                                                               | "The Arcadian Deer"                                     | The Labours of Hercules (12)                        |
| Os Trabalhos de Hércules (12)                                | "O Javali de Erimanto"                                                                             | "The Erymanthian Boar"                                  | The Labours of Hercules (12)                        |
| Os Trabalhos de Hércules (12)                                | "Os Estábulos de Áugias"                                                                           | "The Augean Stables"                                    | The Labours of Hercules (12)                        |
| Os Trabalhos de Hércules (12)                                | "As Aves do Lago Estínfalo"                                                                        | "The Stymphalean Birds"                                 | The Labours of Hercules (12)                        |
| Os Trabalhos de Hércules (12)                                | "O Touro de Creta"                                                                                 | "The Cretan Bull"                                       | The Labours of Hercules (12)                        |
| Os Trabalhos de Hércules (12)                                | "Os Cavalos de Diomedes"                                                                           | "The Horse of Diomedes"                                 | The Labours of Hercules (12)                        |
| Os Trabalhos de Hércules (12)                                | "O Cinto de Hipólita"                                                                              | "The Girdle of Hippolyta"                               | The Labours of Hercules (12)                        |
| Os Trabalhos de Hércules (12)                                | "O Rebanho de Gerião"                                                                              | "The Flock of Geryon"                                   | The Labours of Hercules (12)                        |
| Os Trabalhos de Hércules (12)                                | "As Maçãs das Hespérides"                                                                          | "The Apples of the Hesperides"                          | The Labours of Hercules (12)                        |
| Os Trabalhos de Hércules (12)                                | "A Captura de Cérbero"                                                                             | "The Capture of Cerberus"                               | The Labours of Hercules (12)                        |
| Os Três Ratos Cegos e Outras Histórias (13)                  | "Os Três Ratos Cegos"                                                                              | "Three Blind Mice"                                      | Nunca publicado no Reino Unido                      |
| Os Três Ratos Cegos e Outras Histórias (13)                  | "Uma Piada Incomum" ou "Uma Estranha Charada"                                                      | "Strange Jest"                                          | Miss Marple's Final Cases and Two Other Stories (8) |
| Os Três Ratos Cegos e Outras Histórias (13)                  | "O Caso da Fita Métrica" ou "O Crime da Fita Métrica"                                              | "Tape-Measure Murder"                                   | Miss Marple's Final Cases and Two Other Stories (8) |
| Os Três Ratos Cegos e Outras Histórias (13)                  | "O Caso da Criada Perfeita" ou "O Caso da Empregada Perfeita"                                      | "The Case of the Perfect Maid"                          | Miss Marple's Final Cases and Two Other Stories (8) |
| Os Três Ratos Cegos e Outras Histórias (13)                  | "O Caso da Zeladora" ou "O Episódio da Caseira"                                                    | "The Case of the Caretaker"                             | Miss Marple's Final Cases and Two Other Stories (8) |
| Os Três Ratos Cegos e Outras Histórias (13)                  | "Os Detetives do Amor"                                                                             | "The Love Detectives"                                   | Problem at Pollensa Bay and Other Stories (8)       |
| Os Três Ratos Cegos e Outras Histórias (13)                  | "O Sinal Vermelho"                                                                                 | "The Red Signal"                                        | The Hound of Death (12)                             |
| Os Três Ratos Cegos e Outras Histórias (13)                  | "O Quarto Homem"                                                                                   | "The Fourth Man"                                        | The Hound of Death (12)                             |
| Os Três Ratos Cegos e Outras Histórias (13)                  | "O Receptor de Rádio" ou "O Rádio"                                                                 | "Wireless"                                              | The Hound of Death (12)                             |
| Os Três Ratos Cegos e Outras Histórias (13)                  | "Testemunha da Acusação"                                                                           | "The Witness for the Prosecution"                       | The Hound of Death (12)                             |
| Os Três Ratos Cegos e Outras Histórias (13)                  | "O Mistério da Jarra Azul" ou "O Mistério do Vaso Azul"                                            | "The Mystery of the Blue Jar"                           | The Hound of Death (12)                             |
| Os Três Ratos Cegos e Outras Histórias (13)                  | "A Última Sessão"                                                                                  | "The Last Seance"                                       | The Hound of Death (12)                             |
| Os Três Ratos Cegos e Outras Histórias (13)                  | "S.O.S"                                                                                            | "S.O.S."                                                | The Hound of Death (12)                             |
| A Aventura do Pudim de Natal (6)                             | "A Aventura do Pudim de Natal"                                                                     | "The Adventure of the Christmas Pudding"                | The Adventure of the Christmas Pudding (6)          |
| A Aventura do Pudim de Natal (6)                             | "O Mistério da Arca Espanhola" ou "O Mistério do Baú Espanhol"                                     | "The Mystery of the Spanish Chest"                      | The Adventure of the Christmas Pudding (6)          |
| A Aventura do Pudim de Natal (6)                             | "O Reprimido" ou "Poirot Sempre Espera"                                                            | "The Under Dog"                                         | The Adventure of the Christmas Pudding (6)          |
| A Aventura do Pudim de Natal (6)                             | "O Caso das Amoras Pretas"                                                                         | "Four and Twenty Blackbirds"                            | The Adventure of the Christmas Pudding (6)          |
| A Aventura do Pudim de Natal (6)                             | "O Sonho"                                                                                          | "The Dream"                                             | The Adventure of the Christmas Pudding (6)          |
| A Aventura do Pudim de Natal (6)                             | "A Extravagância de Greenshaw"                                                                     | "Greenshaw's Folly"                                     | The Adventure of the Christmas Pudding (6)          |
| A Mina de Ouro (15)                                          | "O Mistério de Lorde Listerdale"                                                                   | "The Listerdale Mystery"                                | The Listerdale Mystery (12)                         |
| A Mina de Ouro (15)                                          | "A Moça do Trem"                                                                                   | "The Girl in the Train"                                 | The Listerdale Mystery (12)                         |
| A Mina de Ouro (15)                                          | "A Bravura de Edward Robinson"                                                                     | "The Manhood of Edward Robinson"                        | The Listerdale Mystery (12)                         |
| A Mina de Ouro (15)                                          | "Jane Procura Emprego"                                                                             | "Jane in Search of a Job"                               | The Listerdale Mystery (12)                         |
| A Mina de Ouro (15)                                          | "Um Domingo Frutífero"                                                                             | "A Fruitful Sunday"                                     | The Listerdale Mystery (12)                         |
| A Mina de Ouro (15)                                          | "A Mina de Ouro"                                                                                   | "The Golden Ball"                                       | The Listerdale Mystery (12)                         |
| A Mina de Ouro (15)                                          | "A Esmeralda do Rajá"                                                                              | "The Rajah’s Emerald"                                   | The Listerdale Mystery (12)                         |
| A Mina de Ouro (15)                                          | "O Canto do Cisne"                                                                                 | "Swan Song"                                             | The Listerdale Mystery (12)                         |
| A Mina de Ouro (15)                                          | "O Cão da Morte"                                                                                   | "The Hound of Death"                                    | The Hound of Death (12)                             |
| A Mina de Ouro (15)                                          | "A Cigana"                                                                                         | "The Gypsy"                                             | The Hound of Death (12)                             |
| A Mina de Ouro (15)                                          | "A Lâmpada" ou "O Lampião"                                                                         | "The Lamp"                                              | The Hound of Death (12)                             |
| A Mina de Ouro (15)                                          | "O Estranho Caso de Sir Arthur Carmichael"                                                         | "The Strange Case of Sir Arthur Carmichael"             | The Hound of Death (12)                             |
| A Mina de Ouro (15)                                          | "O Chamado das Asas"                                                                               | "The Call of Wings"                                     | The Hound of Death (12)                             |
| A Mina de Ouro (15)                                          | "Flor de Magnólia"                                                                                 | "Magnolia Blossom"                                      | Problem at Pollensa Bay and Other Stories (8)       |
| A Mina de Ouro (15)                                          | "Não Fosse o Cachorro"                                                                             | "Next to a Dog"                                         | Problem at Pollensa Bay and Other Stories (8)       |
| Os Primeiros Casos de Poirot (18)                            | "O Caso do Baile da Vitória"                                                                       | "The Affair at the Victory Ball"                        | Poirot's Early Cases (18)                           |
| Os Primeiros Casos de Poirot (18)                            | "A Aventura da Cozinheira de Clapham"                                                              | "The Adventure of the Clapham Cook"                     | Poirot's Early Cases (18)                           |
| Os Primeiros Casos de Poirot (18)                            | "O Mistério da Cornualha"                                                                          | "The Cornish Mystery"                                   | Poirot's Early Cases (18)                           |
| Os Primeiros Casos de Poirot (18)                            | "A Aventura de Johnnie Waverly"                                                                    | "The Adventure of Johnnie Waverly"                      | Poirot's Early Cases (18)                           |
| Os Primeiros Casos de Poirot (18)                            | "O Duplo Indício"                                                                                  | "The Double Clue"                                       | Poirot's Early Cases (18)                           |
| Os Primeiros Casos de Poirot (18)                            | "O Rei de Paus"                                                                                    | "The King of Clubs"                                     | Poirot's Early Cases (18)                           |
| Os Primeiros Casos de Poirot (18)                            | "A Maldição dos Lemesurier"                                                                        | "The Lemesurier Inheritance"                            | Poirot's Early Cases (18)                           |
| Os Primeiros Casos de Poirot (18)                            | "A Mina Perdida"                                                                                   | "The Lost Mine"                                         | Poirot's Early Cases (18)                           |
| Os Primeiros Casos de Poirot (18)                            | "O Expresso de Plymouth"                                                                           | "The Plymouth Express"                                  | Poirot's Early Cases (18)                           |
| Os Primeiros Casos de Poirot (18)                            | "A Caixa de Bombons" ou "A Caixa de Chocolates"                                                    | "The Chocolate Box"                                     | Poirot's Early Cases (18)                           |
| Os Primeiros Casos de Poirot (18)                            | "Os Planos do Submarino"                                                                           | "The Submarine Plans"                                   | Poirot's Early Cases (18)                           |
| Os Primeiros Casos de Poirot (18)                            | "O Apartamento do Terceiro Andar"                                                                  | "The Third-Floor Flat"                                  | Poirot's Early Cases (18)                           |
| Os Primeiros Casos de Poirot (18)                            | "O Duplo Delito"                                                                                   | "Double Sin"                                            | Poirot's Early Cases (18)                           |
| Os Primeiros Casos de Poirot (18)                            | "O Mistério de Market Basing"                                                                      | "The Market Basing Mystery"                             | Poirot's Early Cases (18)                           |
| Os Primeiros Casos de Poirot (18)                            | "A Casa de Marimbondos"                                                                            | "Wasps’ Nest"                                           | Poirot's Early Cases (18)                           |
| Os Primeiros Casos de Poirot (18)                            | "A Dama de Véu" ou "A Dama em Apuros"                                                              | "The Veiled Lady"                                       | Poirot's Early Cases (18)                           |
| Os Primeiros Casos de Poirot (18)                            | "Problema a Bordo"                                                                                 | "Problem at Sea"                                        | Poirot's Early Cases (18)                           |
| Os Primeiros Casos de Poirot (18)                            | "Que Bonito É o Seu Jardim?"                                                                       | "How Does Your Garden Grow?"                            | Poirot's Early Cases (18)                           |
| Os Últimos Casos de Miss Marple (9)                          | "Santuário"                                                                                        | "Sanctuary"                                             | Miss Marple's Final Cases and Two Other Stories (8) |
| Os Últimos Casos de Miss Marple (9)                          | "Uma Piada Incomum" ou "Uma Estranha Charada"                                                      | "Strange Jest"                                          | Miss Marple's Final Cases and Two Other Stories (8) |
| Os Últimos Casos de Miss Marple (9)                          | "O Caso da Fita Métrica" ou "O Crime da Fita Métrica"                                              | "Tape-Measure Murder"                                   | Miss Marple's Final Cases and Two Other Stories (8) |
| Os Últimos Casos de Miss Marple (9)                          | "O Caso da Zeladora" ou "O Episódio da Caseira"                                                    | "The Case of the Caretaker"                             | Miss Marple's Final Cases and Two Other Stories (8) |
| Os Últimos Casos de Miss Marple (9)                          | "O Caso da Criada Perfeita" ou "O Caso da Empregada Perfeita"                                      | "The Case of the Perfect Maid"                          | Miss Marple's Final Cases and Two Other Stories (8) |
| Os Últimos Casos de Miss Marple (9)                          | "Miss Marple Conta uma História"                                                                   | "Miss Marple Tells a Story"                             | Miss Marple's Final Cases and Two Other Stories (8) |
| Os Últimos Casos de Miss Marple (9)                          | "A Boneca da Modista"                                                                              | "The Dressmaker’s Doll"                                 | Miss Marple's Final Cases and Two Other Stories (8) |
| Os Últimos Casos de Miss Marple (9)                          | "Através de um Espelho Sombrio" ou "No Fundo do Espelho"                                           | "In a Glass Darkly"                                     | Miss Marple's Final Cases and Two Other Stories (8) |
| Os Últimos Casos de Miss Marple (9)                          | "A Extravagância de Greenshaw"                                                                     | "Greenshaw's Folly"                                     | The Adventure of the Christmas Pudding (6)          |
| Testemunha da Acusação e Outras Histórias (11)               | "Testemunha da Acusação"                                                                           | "The Witness for the Prosecution"                       | The Hound of Death (12)                             |
| Testemunha da Acusação e Outras Histórias (11)               | "O Quarto Homem"                                                                                   | "The Fourth Man"                                        | The Hound of Death (12)                             |
| Testemunha da Acusação e Outras Histórias (11)               | "O Mistério da Jarra Azul" ou "O Mistério do Vaso Azul"                                            | "The Mystery of the Blue Jar"                           | The Hound of Death (12)                             |
| Testemunha da Acusação e Outras Histórias (11)               | "O Sinal Vermelho"                                                                                 | "The Red Signal"                                        | The Hound of Death (12)                             |
| Testemunha da Acusação e Outras Histórias (11)               | "Onde Há Um Desejo" ou "O Rádio"                                                                   | "Where There's a Will"                                  | The Hound of Death (12)                             |
| Testemunha da Acusação e Outras Histórias (11)               | "S.O.S"                                                                                            | "S.O.S."                                                | The Hound of Death (12)                             |
| Testemunha da Acusação e Outras Histórias (11)               | "A Segunda Batida do Gongo"                                                                        | "The Second Gong"                                       | Problem at Pollensa Bay and Other Stories (8)       |
| Testemunha da Acusação e Outras Histórias (11)               | "Uma Canção de Meio Xelim"                                                                         | "Sing a Song of Sixpence"                               | The Listerdale Mystery (12)                         |
| Testemunha da Acusação e Outras Histórias (11)               | "O Chalé do Rouxinol"                                                                              | "Philomel Cottage"                                      | The Listerdale Mystery (12)                         |
| Testemunha da Acusação e Outras Histórias (11)               | "O Mistério da Arca Espanhola" ou "O Mistério do Baú Espanhol" ou "A Aventura de Anthony Eastwood" | "The Mystery of the Spanish Shawl"                      | The Listerdale Mystery (12)                         |
| Testemunha da Acusação e Outras Histórias (11)               | "O Acidente"                                                                                       | "Accident"                                              | The Listerdale Mystery (12)                         |
| Poirot e o Mistério da Arca Espanhola & Outras Histórias (9) | "Tensão e Morte" ou "O Limite"                                                                     | "The Edge"                                              | While the Light Lasts and Other Stories (9)         |
| Poirot e o Mistério da Arca Espanhola & Outras Histórias (9) | "A Atriz"                                                                                          | "The Actress"                                           | While the Light Lasts and Other Stories (9)         |
| Poirot e o Mistério da Arca Espanhola & Outras Histórias (9) | "Enquanto Houver Luz" ou "Enquanto a Noite Durar"                                                  | "While the Light Lasts"                                 | While the Light Lasts and Other Stories (9)         |
| Poirot e o Mistério da Arca Espanhola & Outras Histórias (9) | "A Casa dos Sonhos"                                                                                | "The House of Dreams"                                   | While the Light Lasts and Other Stories (9)         |
| Poirot e o Mistério da Arca Espanhola & Outras Histórias (9) | "O Deus Solitário"                                                                                 | "The Lonely God"                                        | While the Light Lasts and Other Stories (9)         |
| Poirot e o Mistério da Arca Espanhola & Outras Histórias (9) | "O Ouro de Man" ou "O Ouro de Manx"                                                                | "Manx Gold"                                             | While the Light Lasts and Other Stories (9)         |
| Poirot e o Mistério da Arca Espanhola & Outras Histórias (9) | "Paredes que Atormentam" ou "Dentro de uma Parede"                                                 | "Within A Wall"                                         | While the Light Lasts and Other Stories (9)         |
| Poirot e o Mistério da Arca Espanhola & Outras Histórias (9) | "O Mistério da Arca Espanhola" ou "O Mistério do Baú Espanhol"                                     | "The Mystery of the Spanish Chest"                      | The Adventure of the Christmas Pudding (6)          |
| Poirot e o Mistério da Arca Espanhola & Outras Histórias (9) | "O Jogo de Chá do Arlequim"                                                                        | "The Harlequin Tea Set"                                 | Problem at Pollensa Bay and Other Stories (8)       |
| Enquanto Houver Luz (9)                                      | "A Casa dos Sonhos"                                                                                | "The House of Dreams"                                   | While the Light Lasts and Other Stories (9)         |
| Enquanto Houver Luz (9)                                      | "A Atriz"                                                                                          | "The Actress"                                           | While the Light Lasts and Other Stories (9)         |
| Enquanto Houver Luz (9)                                      | "Tensão e Morte" ou "O Limite"                                                                     | "The Edge"                                              | While the Light Lasts and Other Stories (9)         |
| Enquanto Houver Luz (9)                                      | "Aventura Natalina"                                                                                | "Christmas Adventure"                                   | While the Light Lasts and Other Stories (9)         |
| Enquanto Houver Luz (9)                                      | "O Deus Solitário"                                                                                 | "The Lonely God"                                        | While the Light Lasts and Other Stories (9)         |
| Enquanto Houver Luz (9)                                      | "O Ouro de Man" ou "O Ouro de Manx"                                                                | "Manx Gold"                                             | While the Light Lasts and Other Stories (9)         |
| Enquanto Houver Luz (9)                                      | "Paredes que Atormentam" ou "Dentro de uma Parede"                                                 | "Within A Wall"                                         | While the Light Lasts and Other Stories (9)         |
| Enquanto Houver Luz (9)                                      | "O Mistério do Baú de Bagdá" ou "O Mistério da Arca de Bagdá"                                      | "The Mystery of the Baghdad Chest"                      | While the Light Lasts and Other Stories (9)         |
| Enquanto Houver Luz (9)                                      | "Enquanto Houver Luz" ou "Enquanto a Noite Durar"                                                  | "While the Light Lasts"                                 | While the Light Lasts and Other Stories (9)         |
| Poirot Sempre Espera e Outras Histórias (7)                  | "Através de um Espelho Sombrio" ou "No Fundo do Espelho"                                           | "In a Glass Darkly"                                     | Miss Marple's Final Cases and Two Other Stories (8) |
| Poirot Sempre Espera e Outras Histórias (7)                  | "O Mistério do Baú de Bagdá" ou "O Mistério da Arca de Bagdá"                                      | "The Mystery of the Baghdad Chest"                      | While the Light Lasts and Other Stories (9)         |
| Poirot Sempre Espera e Outras Histórias (7)                  | "O Caso do Testamento Desaparecido" ou "Onde Há um Testamento"                                     | "The Case of the Missing Will"                          | Poirot Investigates (11)                            |
| Poirot Sempre Espera e Outras Histórias (7)                  | "A Segunda Batida do Gongo"                                                                        | "The Second Gong"                                       | Problem at Pollensa Bay and Other Stories (8)       |
| Poirot Sempre Espera e Outras Histórias (7)                  | "O Reprimido" ou "Poirot Sempre Espera"                                                            | "The Under Dog"                                         | The Adventure of the Christmas Pudding (6)          |
| Poirot Sempre Espera e Outras Histórias (7)                  | "A Boneca da Modista"                                                                              | "The Dressmaker’s Doll"                                 | Miss Marple's Final Cases and Two Other Stories (8) |
| Poirot Sempre Espera e Outras Histórias (7)                  | "Santuário"                                                                                        | "Sanctuary"                                             | Miss Marple's Final Cases and Two Other Stories (8) |

## Coletâneas de Portugal
Esta é a lista de coletâneas de Portugal.
| Ano Original | Coletâneas de Portugal                  | Número de Contos |
| ------------ | --------------------------------------- | ---------------- |
| 1924         | As Investigações de Poirot              | 14               |
| 1929         | O Homem que Era o nº 16                 | 15               |
| 1930         | O Misterioso Mr. Quin                   | 12               |
| 1932         | Os Treze Enigmas                        | 13               |
| 1933         | O Cão da Morte                          | 12               |
| 1934         | O Mistério Listerdale                   | 12               |
| 1934         | Parker Pyne Investiga                   | 12               |
| 1937         | Crime nos Estábulos                     | 4                |
| 1939         | O Mistério da Regata e Outras Histórias | 9                |
| 1947         | Os Trabalhos de Hércules                | 12               |
| 1948         | Testemunha de Acusação                  | 11               |
| 1950         | A Ratoeira: três ratos cegos            | 13               |
| 1960         | A Aventura do Bolo de Natal             | 6                |
| 1974         | Ninho de Vespas                         | 18               |
| 1979         | O Mistério da Estrela da Manhã          | 8                |
| 1991         | O Caso da Baía de Pollensa              | 8                |
| 1997         | O Dilema                                | 9                |